# Рожин, Игорь Евгеньевич
И́горь Евге́ньевич Ро́жин (1908—2005) — советский, российский архитектор, педагог. Народный архитектор СССР (1989). Лауреат Ленинской (1959) и Сталинской премии первой степени (1946).

## Биография
Игорь Рожин родился 17 (30) сентября 1908 года в Санкт-Петербурге.
В 1925—1930 годах учился на архитектурном факультете в Высшем художественно-техническом институте (ВХУТЕИНа — ЛВХТИ) в Ленинграде. Среди преподавателей: И. А. Фомин, В. А. Щуко, В. Г. Гельфрейх, С. С. Серафимов.
Участвовал в строительстве спортивного комплекса стадиона «Динамо» в Ленинграде. Участвовал в разработке проекта Дворца Советов в Москве (1932—1933; в соавторстве с В. А. Щуко, В. Г. Гельфрейхом — руководители; А. П. Великановым, Л. М. Поляковым, Г. В. Селюгиным, Е. Н. Селяковой-Шухаевой, А. Ф. Хряковым, Г. В. Щуко и др.). Переехал в Москву в 1933 году в числе проектировщиков Дворца Советов, возглавляемых В. А. Щуко и В. Г. Гельфрейхом.
До войны спроектировал и построил несколько жилых домов в Москве. После начала войны был призван в армию.
В середине 1940-х - начале 1950-х годов принимал участие в строительстве станций «Электрозаводская», «Парк культуры» и «Смоленская».
В первой половине 1950-х годов вместе с А. П. Великановым, А. Ф. Хряковым под руководством Л. В. Руднева занимался проектированием и строительством Дворца культуры и науки в Варшаве. Одновременно совместно с А. П. Великановым строил посольство СССР в Польше.
Главный архитектор строящегося Зеленограда (1956—1963). Для проектирования нового города создал архитектурно-проектную мастерскую № 14 института «Моспроект». Позднее руководил мастерской № 2 управления «Моспроект-2».
В 1935—1964 и 1972—2005 годах преподавал в Московском архитектурном институте (МАРХИ). Доцент кафедры жилищно-общественных сооружений МАРХИ с 1947 года. Профессор МВХПУ с 1967 года. Заведующий кафедрой в МАРХИ с 1972 года. Вёл курсовое и дипломное проектирование.
Являлся руководителем экспертиз, прододиых по крупным объектам строительства (центр города Владивостока, город Братск, центр Целинограда и другие). Участник архитектурно-технических советов. Входил в состав руководящих органов в области строительства и проектирования. Принимал участие в государственных экзаменационных комиссиях ряда вузов.
Член Союза архитекторов СССР с 1932 года. Председатель секции спортивных сооружений, член правления Союза архитекторов, член совета Центрального дома архитектора. Постоянный представитель Союза архитекторов СССР в комиссии спортивных и рекреационных сооружений Международного союза архитекторов. Член жюри по проведению международных конкурсов среди студентов архитектурных вузов стран мира. Член правления Союза архитекторов РСФСР с 1981 года. Депутат Городского совета Зеленограда. Участник I, II и III съездов советских архитекторов и V, VI, VII съездов Международного союза архитекторов.
Умер 11 ноября 2005 года в Москве. Похоронен на Введенском кладбище (2 уч.).

## Награды и звания
- Заслуженный архитектор РСФСР (1969)
- Народный архитектор СССР (1989)
- Ленинская премия (1959) — за решение крупной градостроительной задачи скоростной реконструкции и благоустройства района Лужников города Москвы и создание комплекса спортивных сооружений Центрального стадиона имени В. И. Ленина
- Сталинская премия первой степени (1946) — за архитектурные проекты станции «Электрозаводская» и верхнего павильона станции «Новокузнецкая» Московского метрополитена имени Л. М. Кагановича
- Премия Совета Министров СССР
- Два ордена Трудового Красного Знамени[2]
- Орден Возрождения Польши[2]
- Медаль «В память 800-летия Москвы»
- Медаль «В память 850-летия Москвы»
- Медаль «За доблестный труд в Великой Отечественной войне 1941—1945 гг.»

## Проекты и постройки. Известные работы (в соавторстве)

### Здания и сооружения
- Стадион «Динамо» на Крестовском острове в Ленинграде (1931; соавторы: О. Л. Лялин, Я. О. Свирский — руководители; Ю. В. Мухаринский, Ю. В. Щуко; конкурс);
- Дом Советов Выборгского района в Ленинграде (1931; соавторы: Г. В. Майзель, Л. Б. Сегал; конкурс всесоюзный, 4-я премия);
- Жилой дом инженерно-технических работников НКПС на Краснопрудной ул., д. 26/28 (соавтор Ю. В. Мухаринский; построен);
- Радио дом (соавторы: А. П. Великанов, Г. В. Щуко; конкурс);
- Станция метро «Павелецкая» (1937—1938; совместно с Л. М. Поляковым; конкурс);
- Станция метро «Завод им. Сталина» (1937—1938; совместно с Л. М. Поляковым; конкурс);
- Панорама «Штурм Перекопа» (1941; соавтор В. Г. Гельфрейх; конкурс).
- Дом Юстиции на Фрунзенской набережной (1937; соавторы: В. А. Щуко, В. Г. Гельфрейх, И. В. Ткаченко; конкурс).
- Наземный вестибюль станции метро «Новокузнецкая» (1943; соавтор В. Г. Гельфрейх);
- Наземный и подземный вестибюли станции метро «Электрозаводская» (1944; соавтор В. Г. Гельфрейх)
- Наземный и подземный вестибюли станции метро «Парк культуры-кольцевая» (1949; совместно с Е. М. Марковой; скульптор С. М. Рабинович).
- Станция метро «Смоленская» Арбатско-Покровской линии (1953, совместно с Г. К. Яковлевым);
- Дворец культуры и науки в Варшаве (1952—1955; соавторы: Л. В. Руднев — руководитель; А. П. Великанов, А. Ф. Хряков; инж. В. Н. Насонов);
- Здание советского (после распада СССР — российского) посольства в Варшаве (1954—1956; соавтор А. П. Великанов).
- Комплекс Стадион имени В. И. Ленина в Лужниках — Дворец спорта, Большая спортивная арена, Малая спортивная арена (1953—1956 гг.; соавторы: А. В. Власов, Хряков А. Ф., Н. Н. Уллас; инж. Насонов В. Н.);
- Планировка Зеленограда (с 1956 по 1963 год);
- Гостиница «Москва» — вторая очередь (1968—1977; соавторы: А. А. Дзержкович, А. Б. Борецкий, Д. С. Солопов и В. А. Щелкановцева.

### Памятники
- Памятник И. Н. Ульянову в Ульяновске (1957, скульптор М. Г. Манизер);
- Памятник В. И. Ленину в Рязани (1957, скульптор М. Г. Манизер)[3];
- Памятник В. И. Ленину в Майкопе (1959, скульптор М. Г. Манизер)[3];
- Памятник В. И. Ленину в Лужниках (1960, скульптор М. Г. Манизер)[3];
- Памятник В. И. Ленину в Йошкар-Оле (1966, скульптор М. Г. Манизер);
- Скульптурная композиция «Вода и Земля» в Лужниках (1957, скульпторы В. И. Мухина, Н. Г. Зеленская, З. Г. Иванова)[3];
- Скульптурная группа «Освобождение Индонезии» в Джакарте (1964, скульпторы М. Г. Манизер, О. М. Манизер)[3].

## Галерея

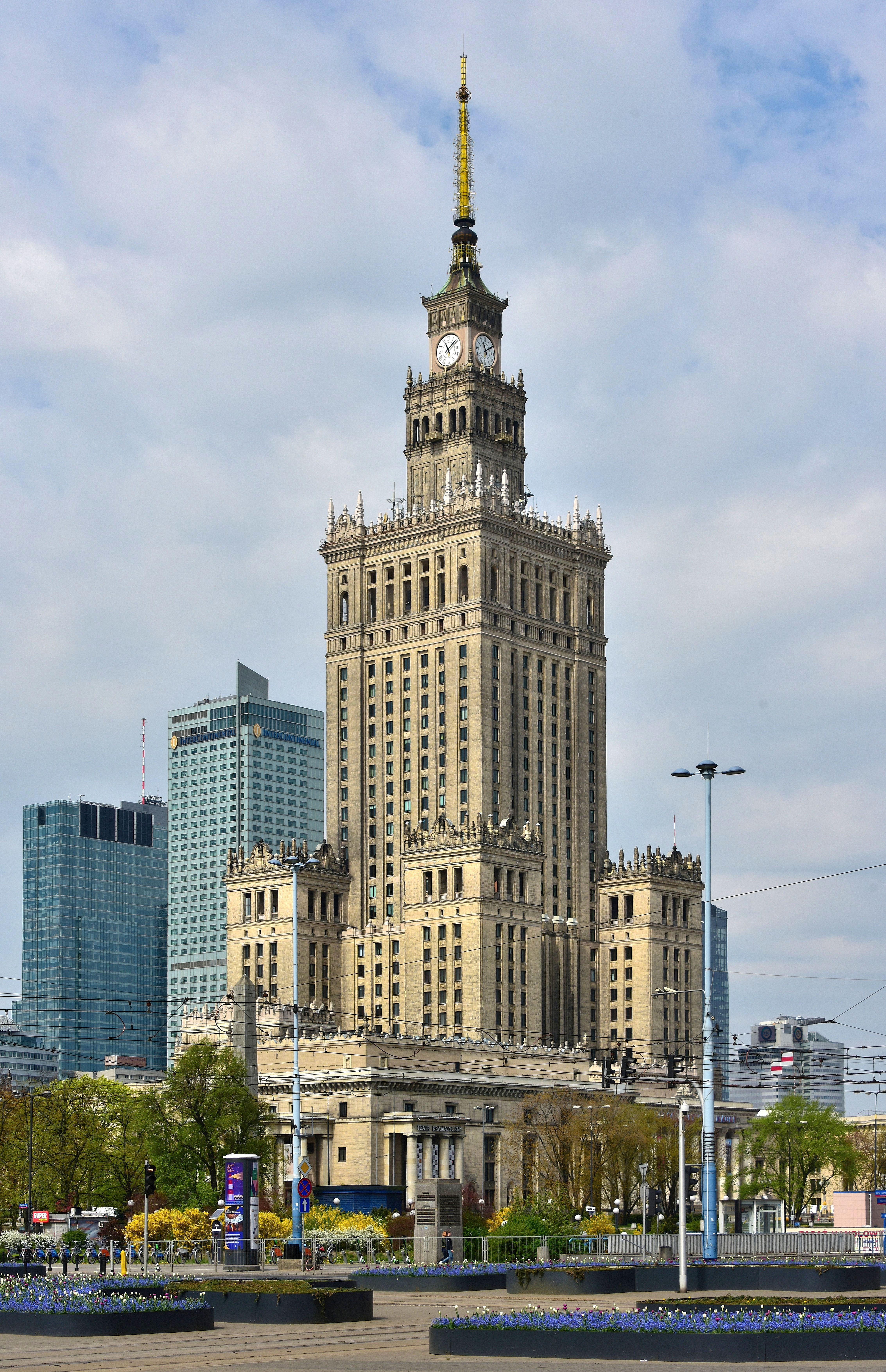
Дворец культуры и науки. Варшава
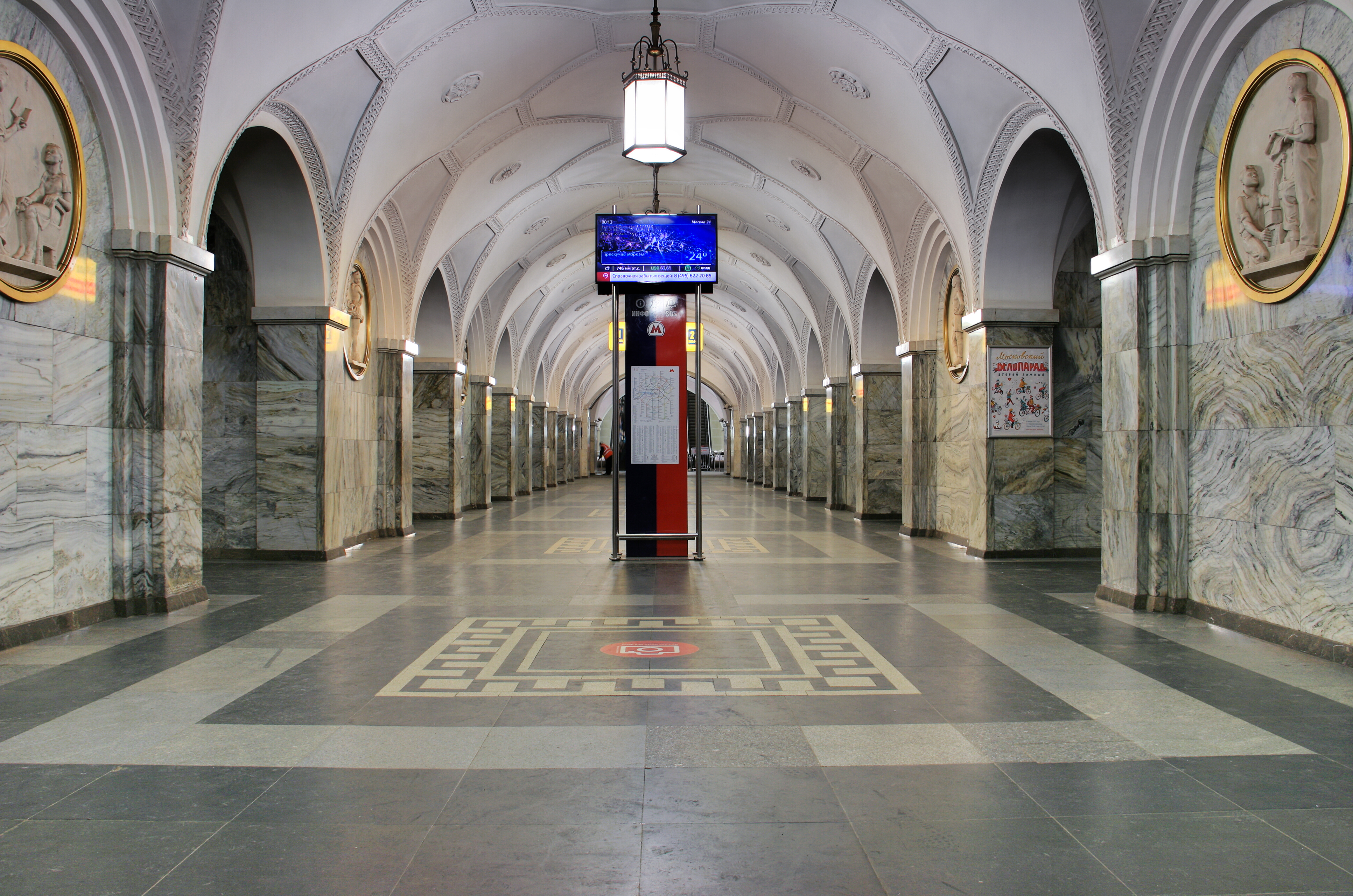
Подземный вестибюль станции метро «Парк культуры-кольцевая»

## Статьи И. Е. Рожина в печати
- Интерьеры Дворца Советов. // Архитектура СССР. 1939. № 6. — С. 13-17.